# Natalio (antipapa)
Natalio (en latín: Natalius; siglo II/III) es considerado a veces el primer antipapa de la Iglesia católica durante el pontificado del papa Ceferino; no aparece en los listados oficiales de los antipapas.